# Orchestra Sinfonica di Odense
L'Orchestra Sinfonica di Odense (in danese Odense Symfoniorkester), una delle cinque orchestre regionali della Danimarca, con sede a Odense, fu fondata nel 1946, ma le sue radici vanno molto all'indietro nel tempo fino all'anno 1800 circa. Da quella che era un'orchestra di teatro che suonava anche musica sinfonica, oggi è diventata una moderna orchestra sinfonica in continuo sviluppo ed espansione, con 73 musicisti permanenti e un alto livello di attività. Concerti e produzioni con l'Orchestra Sinfonica di Odense variano in termini di dimensioni e genere: dai concerti sinfonici, alla musica classica leggera e lirica alla musica da camera, i concerti per bambini e ragazzi e per un pubblico misto.
L'Orchestra Sinfonica di Odense ha sede nella Sala da Concerti di Odense, che fu inaugurata nel 1982. La maggior parte dei concerti dell'orchestra sono riportati nella Sala Carl Nielsen, con una capienza di 1.212 persone e un grande organo a 46 chiavi, costruito da Marcussen & Son.
Il Maestro russo Alexander Vedernikov, fu nominato direttore principale e consulente artistico dell'Orchestra Sinfonica di Odense nel maggio 2009. Il contratto di Vedernikov con l'Orchestra Sinfonica di Odense dura fino al 2016.
Dal 2007 l'Orchestra Sinfonica di Odense è stata guidata dal CEO Finn Schumacker.

## Direttori

### Direttori d'orchestra
| Year         | Keeper                |
| ------------ | --------------------- |
| 1946–1948    | Poul Ingerslev-Jensen |
| 1948–1949    | Arne Hammelboe        |
| 1949–1967    | Martellius Lundqvist  |
| 1968–1984    | Karol Stryja          |
| 1984–1987    | Tamás Vetö            |
| 1987–1991    | Othmar Mága           |
| 1991–1995    | Edward Serov          |
| 1997–2002    | Jan Wagner            |
| 2005–2008    | Paul Mann             |
| 2009–present | Alexander Vedernikov  |